# Omega (навигационная система)
«Омега» — первая глобальная радионавигационная система для воздушных судов, поддерживалась США и ещё 6 другими странами. Была разработана и производилась Canadian Marconi Company (отсюда заводское сокращённое наименование CMA-740).

## История
«Омега» была разработана по заказу ВМС США для нужд военной авиации. Разработка началась в 1968 и планировалось глобальное покрытие океанов с помощью 8 передатчиков, с точностью определения местоположения равной 4 милям. Изначально система использовалась атомными бомбардировщиками в приполярных районах. Позже было обнаружено, что она может использоваться и подводными лодками.